# Антрацитовский троллейбус
Антрацитовский троллейбус — закрытая система общественного транспорта на Украине. Открыт 27 сентября 1987 года. В июле 2018 года движение прекратилось.

## Маршруты
- 1 АЗСТ — Завод «Титан» (отменён)
- 2 АЗСТ — 4-й Микрорайон (отменён)

## История
История троллейбусного движения в Антраците началась в 80-х годах. Большинство горожан не знали о планах города запустить троллейбусное движение. К 80-м годам коммунальный автобусный парк стал значительно устаревать. С самого основания города в 1895 году и в послевоенное время с автобусами даже самых плохих марок была напряжёнка. Большинство автобусов эксплуатировались шахтами. В автопарке остались ПАЗы, ЛАЗы, автобусы на базе грузовых шасси и изношенные ЛиАЗы. Новые автобусы закупались, но на плохих дорогах быстро изнашивалась ходовая часть, запчастей на которую катастрофически не хватало. Из появившихся трёх пригородных Икарусов (из них одна гармошка) к 2000-му году осталась только гармошка. Несмотря на наличие новых автобусов городское и пригородное сообщение становилось хуже и хуже. O стабильном расписании, когда автобусы ходили с интервалом в 15 минут, а на пригород чётко пять раз в сутки очень быстро стали забывать.
В 1985 году был выпущена брошюра А. Абдуладзе «Антрацит. Путеводитель». На иллюстрации путеводителя в центральной части города на фоне Дома Быта висят провода контактной сети, в состоянии строительства по одному в каждую сторону.
В 1986 году из-за повышенного внимания к Чернобылю на мелкие дела и желания в малых городах, как запуск троллейбусного движения, смотрели «сквозь пальцы».
Итак, осенью 1986 года троллейбусная система в себя уже включала троллейбусное депо, линию от Антрацитовского завода сборных теплиц (АЗСТ) до завода «Титан» через центр города, две тяговые подстанции и два диспетчерских пункта на концах линии. Сейчас функционирует только один диспетчерский пункт — в начале линии возле проходной АЗСТ.
Официальное открытие троллейбусного движения в Антраците состоялось 27 сентября 1987 года шестью троллейбусами ЗиУ-682 по маршруту № 1 протяжённостью 14,3 км «АЗСТ (пгт Крепенский) — Северная промзона (завод „Титан“)» по улицам Зелёная, Тургенева, Артёма, Петровского и Заводская. Позже был приобретён 1 ЗиУ-682 со штурманским столиком в кабине водителя.
В 1990 году началось строительство второй очереди троллейбусной линии по маршруту АЗСТ — посёлок шахты № 7-7 бис мимо телевизионного завода «Кристалл» и поселок «Фоминовка». Были установлены опоры контактной сети (на 70 %), закуплена троллея. Приобретённая троллея была помещена на ответственное хранение на склад завода Кристалл, но в связи с развалом СССР и расформированием завода, сокращениями рабочих, обнаруженная на складе троллея была сдана на лом цветных металлов.
На сегодняшний день оставшиеся опоры (некоторые с кронштейнами) напоминают о прежних перспективах развития троллейбусного движения в г. Антрацит. В современных условиях реанимация прежнего маршрута второй очереди троллейбусного движения является малоприбыльной вследствие сократившегося пассажиропотока.
В сентябре 2000 года был запущен ещё один маршрут движения троллейбусов № 2 «АЗСТ — 4-й микрорайон» с остановкой недалеко от междугороднего автовокзала. Это определенным образом заполнило «освободившуюся нишу» отмененного в 90-х годах маршрута городского автобуса «Автостанция (пригородная) — 4-й микрорайон», который подъезжал прямо ко второму входу в междугородний автовокзал.
Троллейбус в силу нехватки средств на развязку контактной сети в месте расположения автовокзала этого не делает и поворот на микрорайон совершает возле центрального входа в здание 2-го взвода ВГСО (в 150—200 метрах от входа в автовокзал и трассы Харьков-Ростов).
Подвижной состав троллейбусного парка антрацитовского троллейбусного управления первоначально состоял из 9 троллейбусов (включая 1 технический), но к 2004-му из них осталось только 2 пассажирских троллейбуса в плохом техническом состоянии. За счет привлечения местными властями кредитных ресурсов приобретено 3 троллейбуса ЛАЗ-52522. Старые машины при этом перестали выпускать на маршруты.
С 2014 года система находится в зоне боевых действий. В 2018 году движение остановилось из-за нехватки подвижного состава и аварийного состояния контактной сети. По состоянию на 2021 год, контактная сеть снята полностью, остатки подвижного состава стоят разбитые в депо.

## Подвижной состав
До закрытия маршруты обслуживались машинами ЛАЗ-52522 (3 машины) с 2004 года. В последнее время выпуск составлял один троллейбус, остальные служили донорами запчастей.